# Noc miłości (serial telewizyjny)
Noc miłości (ros. Одна ночь любви, Odna nocz ljubwi, 2008) – rosyjski serial historyczny wyprodukowany przez Amedia.
Światowa premiera serialu miała miejsce 14 stycznia 2008 roku na rosyjskim kanale CTC i był emitowany do 16 kwietnia 2008 roku. W Polsce premiera serialu odbyła się 1 września 2013 roku wraz ze startem nowego kanału Polsat Romans.

## Opis fabuły
Aleksandra "Sasza" Zabielina (Swietłana Iwanowa) to młoda rosyjska arystokratka, która mieszka w małym kraju wraz ze swoim ojcem Earlem Iłłarionem Zabielinem (Aleksandr Filippienko). Matka Saszy została brutalnie zamordowana na jej oczach, gdy była młoda. Po tragedii zdecydowała, że stanie się odważną i silną kobietą, aby chronić siebie.

## Obsada
- Swietłana Iwanowa jako Aleksandra "Sasza" Zabielina
- Aleksandr Filippienko jako Earl Iłłarionom Zabielin
- Aleksander Konstantinow jako Michaił Woroncow
- Irina Murawjowa jako Anna
- Ludmiła Driebniowa jako hrabina Ignatiewa
- Olga Ostroumowa jako księżna Urusowa
- Alona Bondarczuk jako Aleksandra Fiodorowna
- Wiktor Wierzbicki jako Mikołaj I

i inni